# إدوارد هوارد هاوس
إدوارد هوارد هاوس (بالإنجليزية: Edward Howard House)‏ هو صحفي أمريكي، ولد في 5 أكتوبر 1836 في بوسطن في الولايات المتحدة، وتوفي في 18 ديسمبر 1901 في طوكيو في اليابان.